# White Light (Superflyの曲)
「White Light」（ホワイト・ライト）は、Superflyの配信限定シングル。2015年1月21日にワーナーミュージック・ジャパンからリリースされた。

## 概要
同年5月27日に発売のオリジナルアルバム『WHITE』に先駆けてiTunes限定で配信された楽曲である。
曲のイメージでは「自分は何色にも染れる」をテーマに掲げ、原点回帰の意味も含めアルバム・シングル双方とも作成されている。
白い衣装を身にまとった越智が絵描き・松岡亮にペンキで彩られるという、木村豊監督によるビデオクリップも公開されている。
また同年1月22日発売のPlayStation 3・PlayStation 4・Microsoft Windows用ソフト「テイルズ オブ ゼスティリア」のテーマソングとして起用されている。

## 収録曲
1. White Light
作詞：越智志帆・jam、作曲：越智志帆・蔦谷好位置、編曲：蔦谷好位置

## 収録アルバム
- 『WHITE』
- 『Superfly 10th Anniversary Greatest Hits “LOVE, PEACE & FIRE”』（Disc3）